# هارال کلم
هارال کلم (دانمارکی: Harald Klem; ۲۱ ژوئن ۱۸۸۴ – ۲۴ ژوئیهٔ ۱۹۵۴) ژیمناست هنری در بازی‌های المپیک ۱۹۰۶ و ۱۹۰۸ و شناگر در بازی‌های المپیک ۱۹۰۸ اهل دانمارک بود.